# یابوونگ-زاژتسکیه
یابوونگ-زاژتسکیه (به لاتین: Jabłoń-Zarzeckie) یک روستا در لهستان است که در گمینا نووه پیکوته واقع شده‌است.